# Javier Galindo
Javier Galindo Segura (Ciudad de México; 1930-20 de febrero de 2018) fue un árbitro de fútbol mexicano.

## Trayectoria
Fue árbitro de la FIFA para participar en los Juegos Olímpicos de 1968, sin embargo, trabajó como juez de línea en dos partidos.
A nivel internacional de clubes, lo más destacado que tuvo fue arbitrar la final de vuelta de la Copa de Campeones de la Concacaf 1974, en que el Municipal de Guatemala derrotó 2-1 al Transvaal de Surinam.
Antes y después de eso, estuvo constantemente en la Primera División de México, hasta su retiro el 10 de julio de 1977.